# 埃克奈斯群島國家公園
埃克奈斯群島國家公園（瑞典語：Ekenäs skärgårds nationalpark）是芬蘭的一個國家公園，位於新地區。埃克奈斯群島國家公園面積52平方（20平方英里），成立於1982年。